# Plecia biformis
Plecia biformis är en tvåvingeart som beskrevs av Hardy 1942. Plecia biformis ingår i släktet Plecia och familjen hårmyggor. Inga underarter finns listade i Catalogue of Life.